# Melanichneumon coreanus
Melanichneumon coreanus är en stekelart som först beskrevs av Tohru Uchida 1926.  Melanichneumon coreanus ingår i släktet Melanichneumon och familjen brokparasitsteklar. Inga underarter finns listade i Catalogue of Life.